# Циртандра
Цирта́ндра (лат. Cyrtandra) — крупнейший род семейства Геснериевые (лат. Gesneriaceae), включающий в себя более 730 видов морфологически разнообразных растений — это кустарники, небольшие деревья, иногда травы, лианы и даже эпифиты.
По имени этого рода названо одно из подсемейств рода геснериевых: циртандровые (Cyrtandroideae), которые отличаются от других подсемейств ареалом и биологическими особенностями.

## Этимология названия
Название рода происходит от греч. κυρτος «kyrtos» — «искривлённый» и греч. ανηρ, ανδρος «anēr, andros» — «мужчина, мужской» и указывает на искривлённые нити тычинок — мужского полового органа цветка.

## Ботаническое описание
Кустарники, небольшие деревья, иногда травы, лианы, эпифиты. Стебли в поперечном разрезе цилиндрические или угловатые, прямые или приподнимающиеся, разветвлённые или неразветвлённые. Листья супротивные, изофильные до выраженно анизофильных, от узко-ланцетных до почти округлых, черешковые, цельнокрайные или зубчатые, жилкование перистое.
Соцветия пазушные, цимозные на цветоносах, расположены в верхней, нижней (безлистной) или подземной частях стебля.
Прицветники свободные, иногда супротивные стеблеобъемлющие, наподобие чаши.цветоносы от коротких до длинных. цветки в густых или редких соцветиях, или одиночные. Чашелистики 5, свободные или сросшиеся, постоянные или быстроопадающие. Чашечка актиноморфная или двугубая.
Венчик светлого цвета, трубка цилиндрическая, воронковидная или колокольчатая; отгиб двугубый инигда почти актиноморфный; лопасти отгиба округлые.
тычинок обычно 2, изредка 4; стаминодиев — 2-3; пыльники иногда свободные, открываются по продольным бороздкам. Нектарник кольцевой или чашевидный.
Завязь верхняя, цилиндрическая, одногнёздная, столбик длинный или короткий, рыльце головчатое, 2-лопастное.
Плод нераскрывающийся; продолговатый, яйцевидный или шаровидный; с твёрдыми створками, или кожистый, или мясистый. Семена без придатков.

## Ареал и климатические условия
Распространение простирается на восток от Никобарских островов, через Малайзию, Филиппины, Тайвань, юг острова Рюкю, северный Квинсленд и Острова Товарищества, до островов Тихого океана и Гавайев. Центр разнообразия видов находится на Новой Гвинее и Борнео (на каждом из них более 150 видов) и на Филиппинах (более 80 видов). Произрастает во влажных тропических лесах.

## Ботаническая классификация

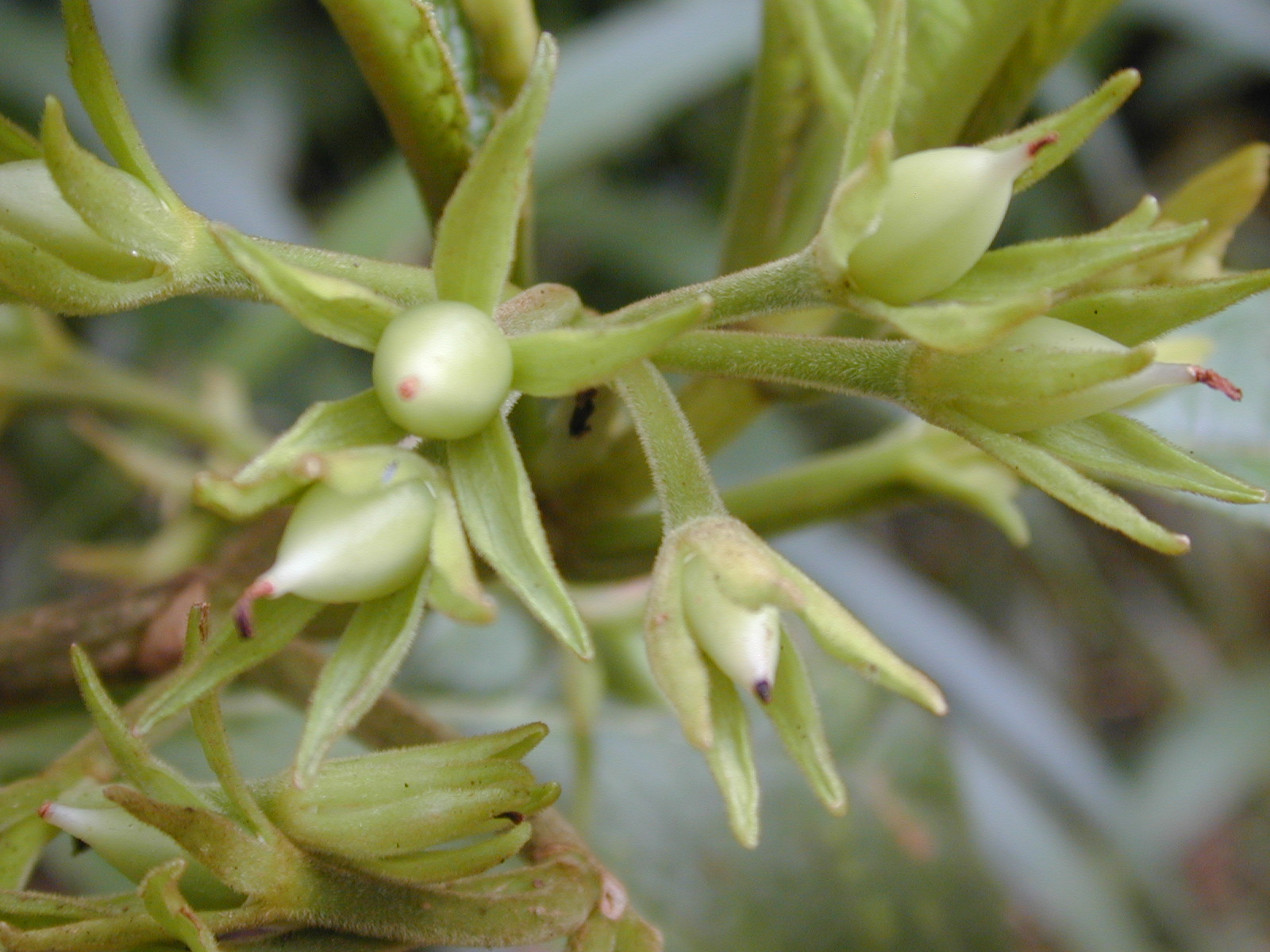
Циртандра плосколистная (Cyrtandra platyphylla)

По информации базы данных The Plant List, род включает 733 вида:
Некоторые виды:
- Cyrtandra crenata H.St.John & Storey — Циртандра городчатая
- Cyrtandra cyaneoides Rock
- Cyrtandra dentata H.St.John & Storey — Циртандра зубчатая
- Cyrtandra giffardii Rock
- Cyrtandra munroi C.N.Forbes
- Cyrtandra oenobarba H.Mann
- Cyrtandra platyphylla A.Gray — Циртандра плосколистная
- Cyrtandra polyantha C.B.Clarke
- Cyrtandra subumbellata (Hillebr.) H.St.John & Storey
- Cyrtandra tintinnabula Rock
- Cyrtandra viridiflora H.St.John & Storey — Циртандра зелёноцветковая